# Mausolée de Pozo Moro
Le mausolée de Pozo Moro est un mausolée ibérique découvert en 1970 dans des fouilles d'une nécropole réalisées dans la Province d'Albacete, dans la commune actuelle de Chinchilla de Monte-Aragón. 

## Localisation
Le lieu de découverte est situé à une altitude de 840 m et à 125 km de la côte méditerranéenne.

## Histoire
La nécropole est utilisée sur une longue période, du Ve siècle au Ier siècle.
Le mausolée a été retrouvé en fragments et remonté au musée archéologique national de Madrid. C'est le plus ancien monument ibérique connu.
Une réplique est installée sur le site.

## Description
Le mausolée mesurait 10 m de haut et un piédestal de 3,65 m de large. Le mausolée comportait sur ses angles des lions et des reliefs.
| Autre vue de l'édifice reconstitué au musée  |
| Autre vue de l'édifice reconstitué au musée. |

| Réplique érigée sur le lieu de la découverte  |
| Réplique érigée sur le lieu de la découverte. |

| Un des lions  |
| Un des lions. |

| Un des reliefs  |
| Un des reliefs. |

## Interprétation
L'architecture de l'édifice trahit une influence phénicienne.
Certains bas-reliefs possèdent une influence orientalisante.